# Federico Pérez Garrigós
Federico Pérez Garrigós (Valencia, España, 12 de septiembre de 1992), conocido deportivamente como Fede, es un jugador de fútbol sala español, que juega de portero en el Family Cash Alzira FS de la Segunda División de fútbol sala.

## Carrera deportiva
Se forma en las categorías inferiores del Valencia FS , en 2011 se marcha a ElPozo Murcia a jugar en el filial dónde después de cuatro años se marcha cedido una temporada al Jumilla Bodegas Carchelo, cuando vuelve ya es para jugar en el primer equipo de ElPozo, con el que conquista sus tres primeros títulos como profesional. La temporada 19/20 es su última temporada en ElPozo y para la temporada 20/21 ficha por el Levante UD FS, dónde consigue llegar a la final de la eliminatoria por la liga y por tanto clasificarse a la Futsal Champions League.

## Clubes
| Categorías inferiores Valencia FS          |
| 11/12 - 14/15 - ElPozo Ciudad de Murcia    |
| 15/16 - Jumilla Bodegas Carchelo           |
| 16/17 - 19/20 - ElPozo Murcia Costa Cálida |
| 20/21 - 22/23 - Levante UD FS              |
| 23/24 - actualidad - Family Cash Alzira FS |

## Palmarés
| X1 Supercopa de España (2016) |
| X1 Copa de S.M. El Rey (2017) |
| X1 Copa Presidente FFRM       |